# Paragonia pyramidata
Paragonia pyramidata är en katalpaväxtart som först beskrevs av Louis Claude Marie Richard, och fick sitt nu gällande namn av Louis Édouard Bureau. Paragonia pyramidata ingår i släktet Paragonia och familjen katalpaväxter. Inga underarter finns listade i Catalogue of Life.